# Rho Tauri
Rho Tauri (ρ Tau, ρ Tauri) è una stella bianca di sequenza principale di magnitudine 4,6 situata nella costellazione del Toro. La sua distanza dal sistema solare è stimata sui 150 anni luce.
È una stella variabile del tipo δ Scuti, appartenente all'ammasso aperto delle Iadi.

## Osservazione

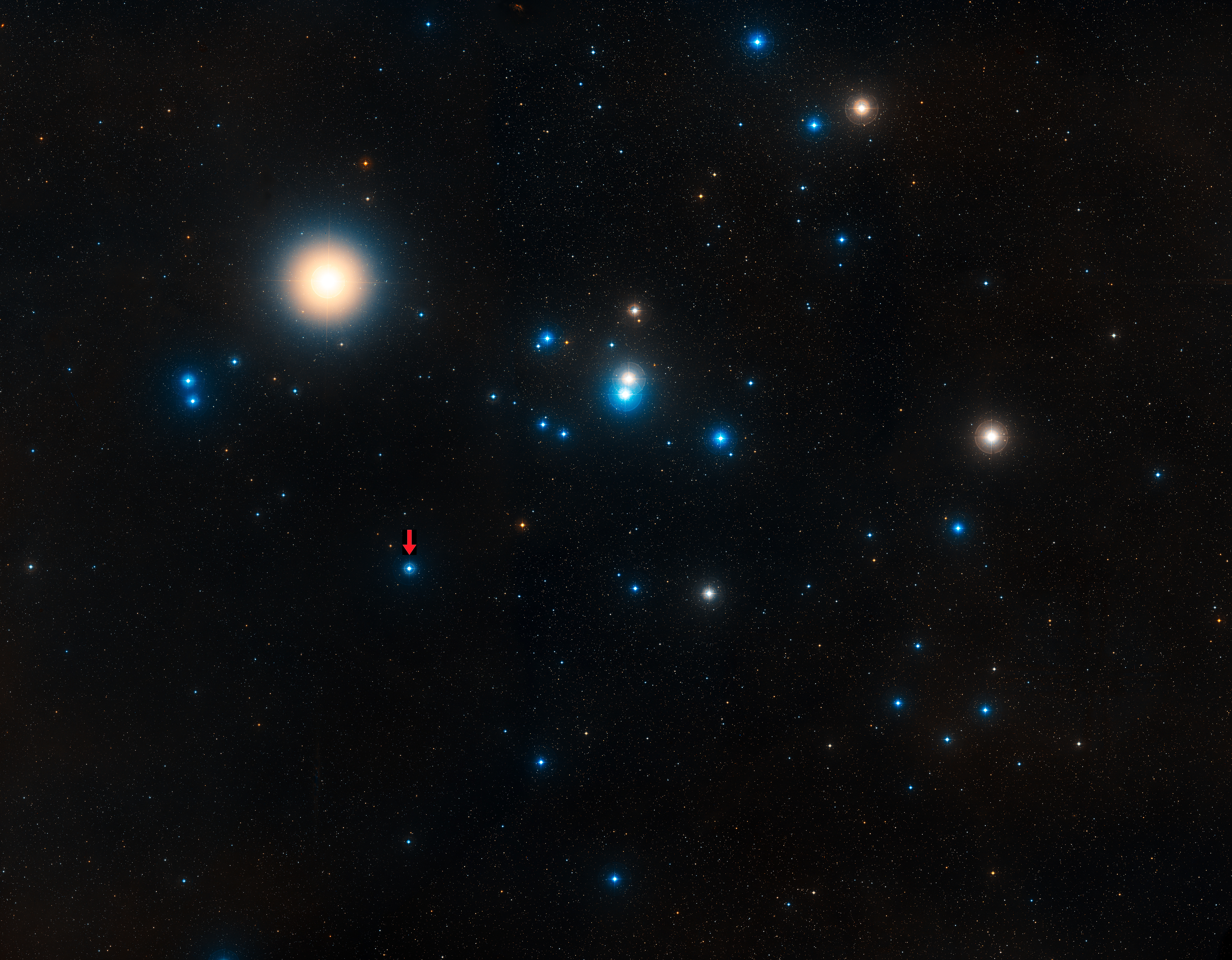
La posizione di ρ Tauri è indicata dalla freccia rossa. La luminosa stella arancione è Aldebaran.

ρ Tauri è situata nell'emisfero boreale celeste; grazie alla sua posizione non fortemente boreale, può essere osservata dalla gran parte delle regioni della Terra, sebbene gli osservatori dell'emisfero nord siano più avvantaggiati. Nei pressi del circolo polare artico appare circumpolare, mentre resta sempre invisibile solo in prossimità dell'Antartide. Il periodo migliore per la sua osservazione nel cielo serale ricade nei mesi compresi fra fine ottobre e aprile; da entrambi gli emisferi il periodo di visibilità rimane indicativamente lo stesso, grazie alla posizione della stella non lontana dall'equatore celeste.
Con una magnitudine pari a 4,65, può essere scorta solo con un cielo sufficientemente libero dagli effetti dell'inquinamento luminoso. È una stella variabile, la cui luminosità varia di 0,01 magnitudini in 1,608 ore. L'entità della variazione è così limitata che può essere rilevata solo mediante strumentazione fotometrica.
La stella ha un moto proprio relativamente elevato, pari in modulo a 105,94 mas/anno, coerente con quello degli altri membri dell'ammasso aperto delle Iadi.

## Caratteristiche fisiche

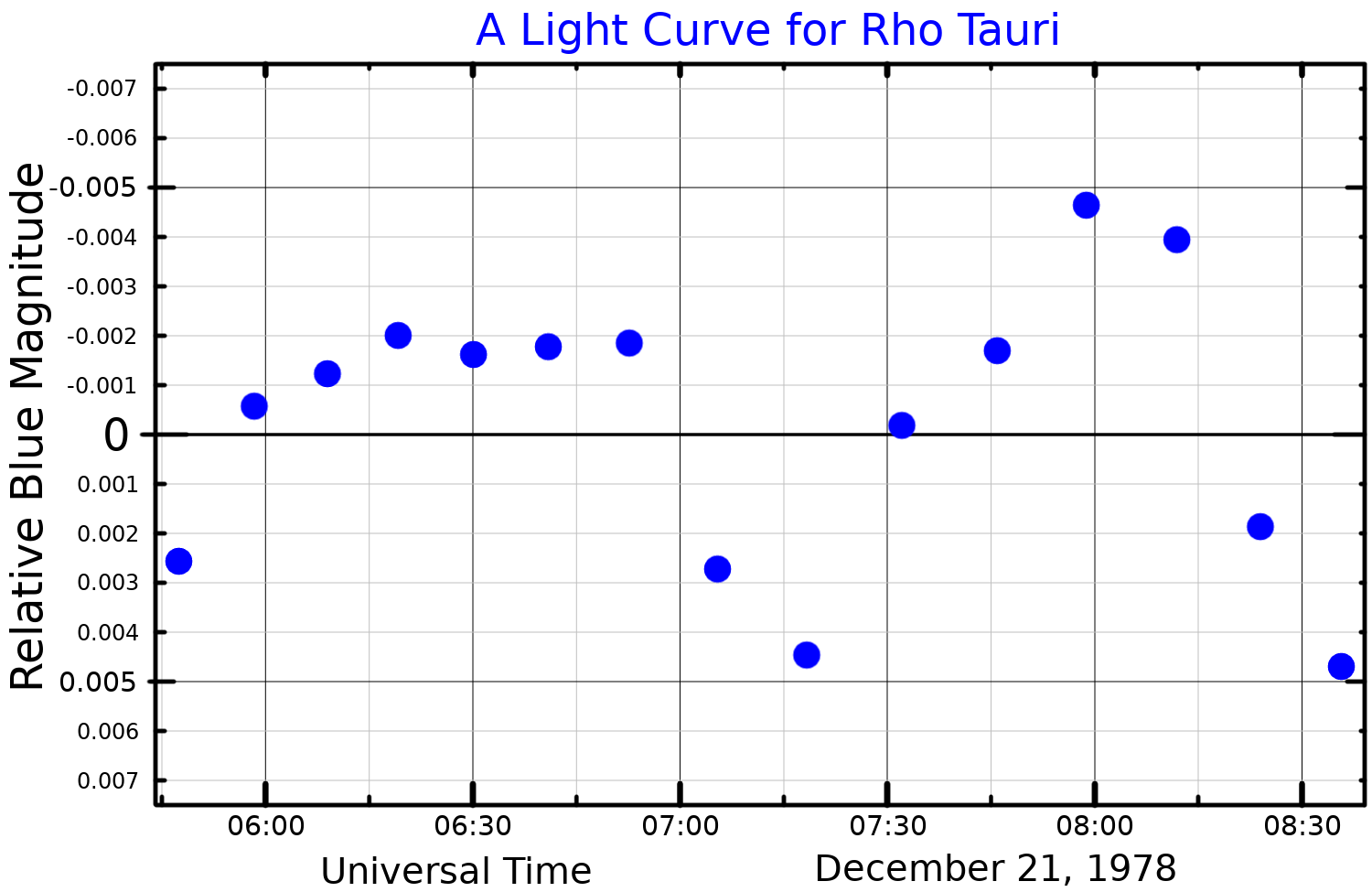
Curva di luce normalizzata nella banda blu (B) di ρ Tauri, realizzata sulla base dei dati acquisiti da S. Horan nel 1979.

ρ Tauri è una stella bianca di sequenza principale, classificata A8V C ~. Ha una magnitudine assoluta pari a +1,26; dall'appartenenza all'ammasso aperto delle Iadi, la sua età può essere stimata in circa 625 milioni di anni. Le sue dimensioni non sono note, mentre la sua massa è stata stimata in 2,09±0,21 M⊙ da Gebran e colleghi, e in 1,88 M⊙ da Pizzolato e colleghi. La sua fotosfera raggiunge i 7640 K di temperatura, con la stella che risulta avere 1,39 volte la luminosità solare. Il prodotto della velocità di rotazione della stella, {\displaystyle v}, per il seno dell'inclinazione, {\displaystyle i}, del suo asse di rotazione rispetto alla nostra linea di vista, è stato valutato in 144 km/s. La sua metallicità [Fe/H] è stata stimata in -0,462, ovvero pari al 34,5% di quella solare.
Con una parallasse determinata mediante Gaia in 21,6354 ± 0,1502 mas, la distanza dal sistema solare può essere calcolata in 46,22 parsec (150,7 al). Avendo una velocità radiale positiva, la stella si sta ulteriormente allontanando dal sistema solare.